# Baia di Slosella
La baia di Slosella o vallone di Sloselle (in croato Pirovački zaljev) è un'insenatura della Croazia. Si trova nella Dalmazia settentrionale, nella regione di Sebenico e Tenin, a nord dell'isola di Morter. La costa e le isole che la racchiudono sono suddivise tra i comuni di Morter-Incoronate (Murter-Kornati), Stretto (Tisno) e Slosella (Pirovac).

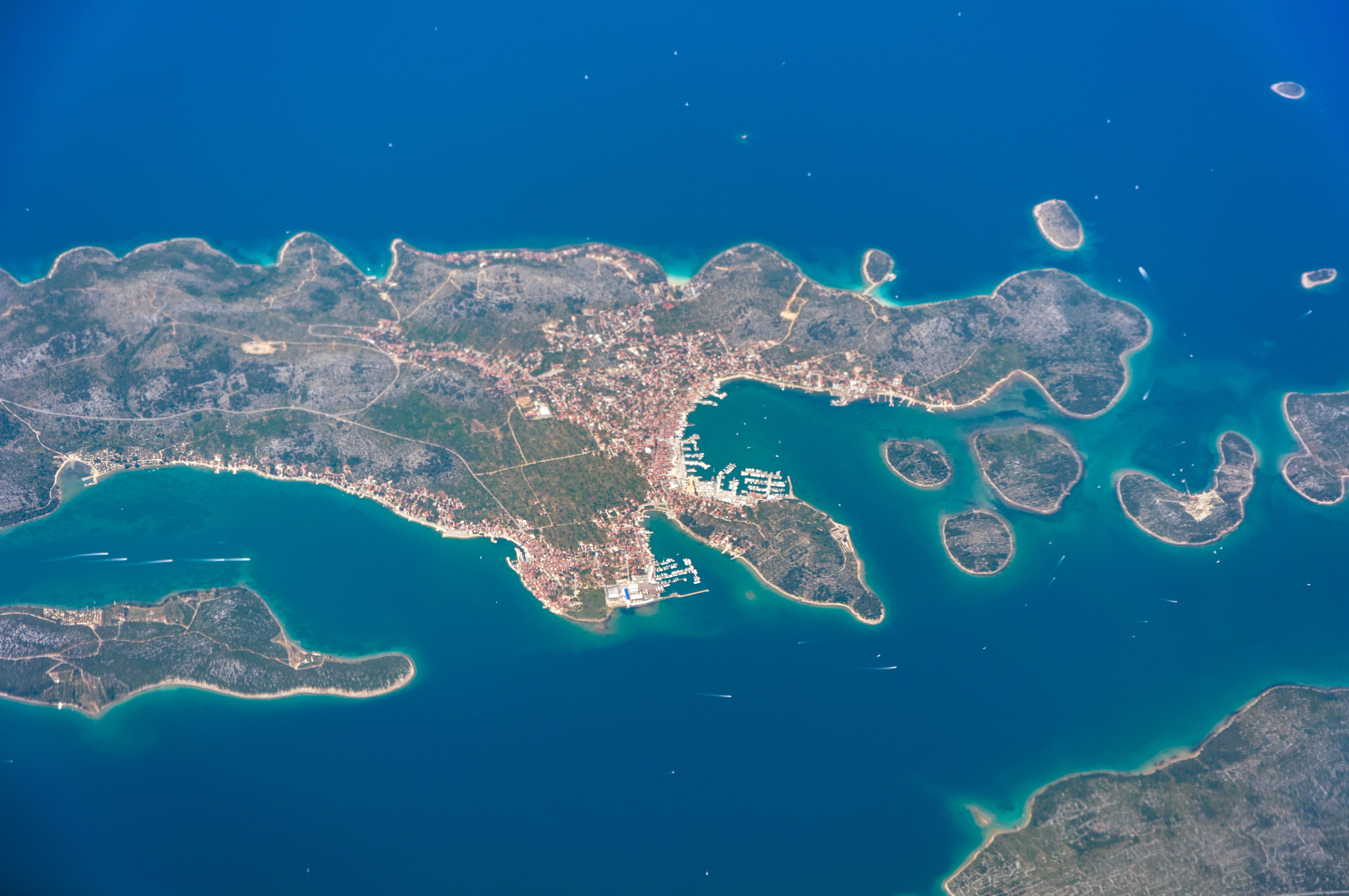
La parte settentrionale della baia (in basso) e l'isola di Morter. A sinistra punta Rat.

## Geografia
La baia ha una lunghezza di circa 12 km e una larghezza massima di 2,3 km; la sua profondità massima è di 25 m. 
L'insenatura si trova tra la costa dalmata, Morter e le isole a nord di Morter; la parte sud-est, dove si trova la città di Slosella, si inoltra nel continente ed è chiusa a sud dalla penisola (sul cui lato opposto si trova Stretto) che termina con punta Rat (rt Rat o Tišnjanski rat), segnalata da un faro. L'estremità sud-est della baia termina nella piccola valle Machirina o Makirina (uvala Makirina). Procedendo verso nord-ovest, dopo punta Rat, si incontrano punta Bettina (Artić) e punta Gradina (rt Gradina), sull'isola di Morter, e poi le isole Teglina, Simignago, Radel e Arta Piccola (vedi sez. isole). A nord, una striscia di terra (Modrava) separa la baia dal lago di Vrana.
A nord-ovest, attraverso piccoli passaggi fra isole e isolette, la baia di Slosella comunica con il canale di Vergada (Vrgadski kanal). Tra punta Bettina e punta Rat c'è l'ingresso al canale di Morter (Murterski kanal). Sulla costa dalmata, opposto all'ingresso del canale di Morter, nella valle del Canale (uvala Prosika) si apre un canale artificiale lungo circa 850 m (Prosika) che mette in comunicazione le acque del lago di Vrana con la baia di Slosella.

### Insenature e promontori
Nella parte più settentrionale della baia due promontori paralleli che sporgono dalla costa dalmata: punta Zecisa di Maestro o Zecisa (Vela Žečica) e punta Zecisa di Scirocco (Mala Žečica) racchiudono Porto Piccolo o val Zecisa (Mala luka); mentre tra punta Zecisa di Scirocco e punta Ovanj si trova Porto Grande, detto anche valle Podine o valle Luka (Vela luka). A seguire, sempre lungo la costa dalmata, c'è la valle del Canale nominata in precedenza che si trova al centro della baia.
Si affacciano sulla baia di Slosella le valli a nord di Morter: valle Gramina (uvala Hramina), compresa tra punta Crnikovac e punta Gradina; e porto Bettina (uvala Zadrače) situata tra punta Gradina e punta Bettina.
Proseguendo in direzione sud-est, dopo punta Rat, si incontra valle Jazine o Jasina (Jazina ). Nella parte più interna della baia, a est di Slosella, la stretta insenatura di valle Orillo (uvala vrilo) si insinua nella costa per circa 600 m, valle Machirina nominata precedentemente è la parte finale della baia.

### Isole
- A nord-ovest:
  - Arta Piccola (Arta Mala)
  - Radel (Radelj)
  - Simignago (Zminjak)
  - scogli Vinik (Vinik Veliki e Vinik Mali), nella valle Gramina.
  - Teglina (Tegina), a nord-est degli scogli Vinik.
- Scoglio Spliciaz (hrid Splićak o Kalebić), a ovest di valle del Canale.
- Santo Stefano (Sustipanac), tra valle del Canale e Slosella.

### Cartografia
- (HR) Mappa topografica della Croazia 1:25000, su preglednik.arkod.hr. URL consultato il 26 agosto 2017.
- Carta di cabottaggio del mare Adriatico, foglio VII, Milano, Istituto geografico militare, 1822-1824. URL consultato il 29 dicembre 2020 (archiviato dall'url originale il 13 aprile 2013).
- G. Giani, Carta prospettiva delle Comuni censuarie della Dalmazia, foglio 6, 1839. Fondo Miscellanea cartografica catastale, Archivio di Stato di Trieste.